# Callimetopus lumawigi
Callimetopus lumawigi är en skalbaggsart som beskrevs av Stefan von Breuning 1980. Callimetopus lumawigi ingår i släktet Callimetopus och familjen långhorningar.
Artens utbredningsområde är Filippinerna. Inga underarter finns listade.